# Bárcena de Pie de Concha
Bárcena de Pie de Concha – gmina w Hiszpanii, w prowincji Kantabria, w Kantabrii, o powierzchni 30,53 km². W 2011 roku gmina liczyła 758 mieszkańców.